# دیوگو آکوستا
دیوگو آکوستا (انگلیسی: Diogo Acosta؛ زادهٔ ۱۳ ژوئن ۱۹۹۰) بازیکن فوتبال اهل برزیل است که در پست مهاجم برای دیبا الفجیره بازی می‌کند.